# Saint-Nazaire, Gard
Saint-Nazaire là một xã trong vùng Occitanie. Xã Saint-Nazaire, Gard nằm ở khu vực có độ cao trung bình 95 mét trên mực nước biển.